# Tornieria
Tornieria (Tornieria) – roślinożerny dinozaur z rodziny diplodoków (Diplodocidae).
Żył w epoce późnej jury (ok. 150 mln lat temu) na terenach Afryki. Długość ciała ok. 23–26 m. Jego szczątki znaleziono w Tanzanii.